# Ferdinando Cazzamalli
 (novembre 2017).
Si vous disposez d'ouvrages ou d'articles de référence ou si vous connaissez des sites web de qualité traitant du thème abordé ici, merci de compléter l'article en donnant les références utiles à sa vérifiabilité et en les liant à la section « Notes et références ».
Ferdinando Cazzamalli (né en 1887 à Crema et mort en automne 1958 en Italie) est un médecin neuropsychiatre italien, qui porta tout au long de sa vie un intérêt particulier à l'exploration des ondes électromagnétiques d'origine cérébrale dans l'espoir d'expliquer certains phénomènes de parapsychologie tels que la télépathie.

## Biographie
Jusqu'au milieu des années 1920, Ferdinando Cazzamalli collabore avec Hans Berger et Vladimir Bekhterev dans la mise en évidence de courants électriques issus de l'activité cérébrale dont ils pensent qu'ils pourraient être à l'origine de la transmission d'informations entre individus par télépathie. Encouragé par les résultats obtenus sur la mise en évidence de courants électro-encéphaliques par Hans Berger en 1924, Cazzamalli tente de mettre en évidence les rayonnements électromagnétiques que produisent ces courants par interférométrie. Pour cela, Ferdinand Cazzamalli est donc à considérer comme un pionnier dans le domaine du bioélectromagnétisme.

## Recherches

### Controverses
À maintes reprises des experts en parapsychologie ont obtenu des résultats contradictoires à l'hypothèse fondamentale de la nature électromagnétique de la télépathie chère à Cazzamalli. Le chercheur russe Leonid Vasilev, ancien élève de Vladimir Bekhterev, très intéressé par les expériences de ses contemporains Hans Berger et surtout Ferdinand Cazzamalli, obtint initialement des résultats très similaires en suivant les mêmes protocoles en étudiant les ondes émises lors de séances d'hypnose. Mais très rapidement Vasilev parvint à obtenir les mêmes résultats en plaçant l'hypnotiseur à l'extérieur de la cage de Faraday, ce qui porta logiquement à conclure que l'information n'était pas véhiculée par un support de nature électromagnétique. Des expériences similaires d'isolement électromagnétique furent répétées aux États-Unis, où des médiums placés à bord de sous-marins en immersion auraient été capables de décrire des scènes se déroulant à la surface. Ceci implique que si les dispositifs expérimentaux de Cazzamalli auraient pu servir à détecter des ondes cérébrales électromagnétiques apparentées aux ondes mises en évidence par Berger, leur conception n'était cependant pas adéquate pour des signaux télépathiques faisant totalement fi du principe isolant de la cage de Faraday.
D'un point de vue technique, des doutes sérieux subsistent également sur la conception de l'interféromètre de Cazzamali et sur sa capacité de mettre en évidence les rayonnements électromagnétiques issus des ondes cérébrales, excluant toute possibilité d'interférence d'origine extérieure. En effet, l'existence de câbles électriques reliant l'expérimentateur et le récepteur situés à l'intérieur de la cage de Faraday à l'enregistreur situé à l'extérieur sont des antennes pouvant transmettre des ondes électromagnétiques non désirées, rendant le principe du dispositif isolant inefficace.
Cazzamalli a aussi été critiqué pour son manque de clarté et de précision dans la description de ses appareils et méthodes. Par exemple, nulle mention n'est faite de la puissance des émetteurs qu'il a utilisé, ce qui rend la reproduction exacte de ses conditions expérimentales très difficile : en effet, un émetteur trop puissant masque inévitablement les interférences recherchées, qui sont de par leur nature très faibles. D'une manière similaire, son manque de clarté combiné à des lectures superficielles ou peu rigoureuses de ses travaux peuvent faire croire que Cazzamalli a mis en évidence des ondes cérébrales d'une fréquence de plusieurs centaines de MHz, alors que celles-ci ne sont que les fréquences produites par l'émetteur de son interferomètre.
Finalement, rien ne prouve que Cazzamalli ait véritablement pu mettre un jour en évidence les rayonnements électromagnétiques que produisent les courants électro-encéphaliques mis en évidence par Hans Berger et tel qu'il l'avait initialement souhaité.